# Alexandru Sturdza
Alexandru Scarlat Sturdza (n. 18/29 noiembrie 1791, Iași, Moldova – d. 13 iunie 1854, Manzâr, Borodino settlement hromada⁠(d), Odesa, Ucraina) a fost un publicist rus și diplomat de origine greco-română.
În timp ce ca publicist rus este cunoscut sub numele de Alexandru Scarlatovici Sturza, în scrierile sale, se referă la el însuși cu varianta franceză a numelui său, Alexandre Stourdza.

## Biografie
Este membru al Familiei Sturdza. A fost fiul lui Scarlat Sturdza primul guvernator al Basarabiei, și al Sultanei Sturdza (n. Mourousi), și s-a născut în Iași, capitala Principatului Moldovei.
Alexandru Sturdza a fost un intelectual rafinat, un poliglot și un cosmopolit. Fiind român după tată și grec fanariot după mamă, vorbea nouă limbi, româna, neogreaca, rusa, germana o învățase de la tata, care studiase la Leipzig, cunoștea profund și limba slavo-bisericească. Franceza, latina și greaca veche o învățase de la profesorul casei Jean Joseph Dopagne. Cunoștea și italiana în urma călătoriilor întreprinse în această țară și în urma lecturilor făcute.

După ce familia sa a fugit din Basarabia în 1802 pentru a evita eventualele represiuni din partea otomanilor, a primit educație în Rusia.
A intrat în rândurile serviciului diplomatic rus în 1809 ca secretar al contelui grec Ioannis Antonios Kapodistrias în timpul Congresului de la Viena.
A fost redactorul primului tratat european, semnat de toate statele continentului, cel al Sfintei Alianțe, precum și autorul primului statut al Basarabiei de după anexare.
A fost trimis ca diplomat în principatele germane, de unde însă a fost obligat să se retragă de o manieră rușinoasă, urmare a unui raport despre sistemul educativ german, considerat injurios de către gazde. Ca urmare, în 1830 s-a retras la Odesa, unde s-a dedicat scrierii unor lucrări literare.
Alexandru Sturdza a fost fratele scriitoarei Roxandrei Edling-Sturdza. Vărul său a fost Mihail Sturdza, voievod (hospodar) al Moldovei în perioada 1834-1849.

## Lucrări reprezentative
- Considérations sur la doctrine et l'esprit de l'Eglise Orthodoxe (Weimar, 1816; trad.: Considerații despre doctrina și spiritul Bisericii Ortodoxe)
- Письма о должностях священного сана (Odesa, 1841; trad.: Scrisori despre îndatoririle sfântului cler)
- Нечто о христианской философии (Moscova, 1844; trad.: Ceva despre filosofia creștină)
- Le double parallèle ou l'Eglise en présence de la Papauté et de la Réforme du XVI siècle (Atena, 1849; trad.: Dubla paralelă sau Biserica în prezența papalității și a Reformei din secolul al XVI-lea)
- О судьбе русской православной церкви в царств. Александра I (1876; trad.: Despre soarta bisericii pravoslavnice ruse sub domnia împăratului Alexandru I)